# Бистрянський Вадим Олександрович
Вадим Олександрович Бистрянський (справжнє прізвище Ватин; 1 (13).5.1886, Санкт-Петербург - 13.12.1940, Москва) - редактор газети «Звезда» (Катеринослав, 1917), член Всеросійського центрального виконавчого комітету, директор Петроградського (Ленінградського) інституту історії партії, декан економічного факультету Санкт-Петербурзького державного політехнічного університету.

## Біографія
«Це була людина кристальної чистоти, високоосвічений марксист», - згадував про Бистрянський особисто знав його І. С. Бузулаев, член КПРС з 1915 року.
Народився в сім'ї інженера-залізничника. Закінчив Петербурзьку гімназію (1904). Навчався в Петербурзькому і Цюріхському університетах.
Будучи студентом історично-філологічному факультету Санкт-Петербурзького університету в 1907 році вступив в РСДРП. В 1907-09 роках вів партійну роботу у Петербурзі. В березня 1909 був заарештований і перебував у в'язниці біля 2 років, в жовтні. 1910 був висланий на вічне поселення до Сибіру, в сільці Бистра Мінусинського повіту Єнісейської губернії. За назвою місця заслання обрав собі псевдонім Бистрянський, що закріпився за ним до кінця життя. У липні 1911 був переведений в Минусинськ, був там одним з лідерів засланців більшовиків. Перебував у в'язниці і засланні близько восьми років.
Незадовго до Лютневої революції нелегально покинув Сибір і перебрався до Києва, після Лютневої революції працював в Київському комітеті РСДРП(б) і в більшовицькій газеті «Зірка» в Катеринославі, котрим керував разом зі Серафімою Гопнер, один з лідерів більшовиків.
В жовтні. 1917 повернувся в Петроград, учасник Жовтневої революції. Делегат 2-го Всеросійського з'їзду Рад, був обраний членом ВЦВК. З жовтня 1917 член редакції «Известия ВЦИК», працював у редакціях газет «Правда», «Известия ВЦИК».

### ДКРР
У Харкові був редактором "Донецького пролетарія" і навіть очолив Харківський обком ДКР при фактичному лідерстві Артема. Оскільки володів, слабким голосом намагався триматися в тіні більш яскравих особистостей ДКР.

### РРФР
У 1918-22 член редколегії «Петроградської правди», з 1918 року член редакції газ. «Північна комуна», з 1919 - «Известия Петросовета».
З 1922 керівник Петроградського Істпарту (змінив його В. І. Невський), на викладацькій і науковій роботі в Ленінграді, був членом редколегії Петроградського відділення Держвидаву, з 1923 року викладав у Комуністичному університеті імені Зінов'єва. В 1923-1925 роках декан економфака Санкт-Петербурзького державного політехнічного університету. Член редакції газети «Ленінградська правда».
В 1923-1929 роках Бистрянський підтримував І. В. Сталіна в боротьбі з, зокрема, зинов'євської опозицією, активно сприяв (1925-26) новому ленінградському керівництву на чолі з С. М. Кірова.
В 1936-40 директор Ленінградського інституту історії партії. З вересня 1940-го членом редколегії «Правди» і помер на цій посаді.
По деякому твердженням, був репресований. По іншому твердженням, хоча деякі його роботи 1920-х років в тридцяті роки опинилися під забороною, сам він при цьому репресії не піддався і в опалі не був.
Похований в Москві на Донському кладовищі, в будівлі колишнього крематорію (нині храму).
Був членом Товариства колишніх політкаторжан і засланців.
Автор публікацій з теорії марксизму-ленінізму, історії революційного руху і Комуністичної партії. Був упорядником систематичного покажчика до творів В. І. Леніна.